# Coal Center
Coal Center är en ort i Washington County i delstaten Pennsylvania. Vid 2010 års folkräkning hade Coal Center 139 invånare.